# Riberhus Privatskole
Riberhus Privatskole er en skole, der startede i august 2005 i hjembyen Ribe.
Opstarten var i nogle barakker på en parkeringsplads for enden af Simon Hansens Vej. Høj fokus på bevægelse og sundhed var skolens grundide. Arkiveret 9. februar 2021 hos  Wayback Machine
I forbindelse med flytningen af Ribe Statsseminarium til Esbjerg, blev bygningerne på Seminarievej/Simon Hansens vej frie. I juni 2008 indgik skolen en lejeaftale med ejerne af bygningerne Esbjerg Kommune.
Sommeren 2008 flyttede skolen ind i de lokaler, der betegnes som den gamle del af Ribe Statsseminarium (Nu Seminariehuset)
Tre år senere flytter skolen fra den gamle del af Seminariehuset, til de nyere bygninger langs Simon Hansens Vej.
Vinteren 2018 er det atter flyttedag, da Ribe Handelsskoles tidligere bygninger på Skyttevej nu står ledige, efter at handelsskolen er fusioneret med Ribe Katedralskole og rykket ind i Puggaardsgade.
Denne gang ikke som lejer - skolen har købt bygningerne.

## Skoleledere gennem tiden
- 2004-2012 Liselotte Christensen
- 2012-2018 Simon Mosekjær
- 2018- Søren Ernst Lüdeking

## Balladen om en grund
Riberhus Privatskole købte i 2008 en grund ved Tved Å, med henblik på nybyggeri. Sagen var oppe og vende i Miljøministeriet

## Skolens nøgletal hos Undervisningsministeriet
Børne- og Undervisningsministeriet offentliggør udvalgte nøgletal for skoler. Her kan tallene for Riberhus Privatskole ses: https://uddannelsesstatistik.dk/Pages/Institutions/571022.aspx?dashboard=Overblik

## Reference
1. ↑  jv.dk 9. juni 2008: https://jv.dk/artikel/privatskolen-i-ribe-flytter-til-seminariet
2. ↑  Privatskole-forældre siger ja til køb af Handelsgymnasiet: https://jv.dk/artikel/privatskole-for%C3%A6ldre-siger-ja-til-k%C3%B8b-af-handelsgymnasiet-ribe
3. ↑  Privatskole klar til store flyttedag: https://jv.dk/artikel/privatskole-i-ribe-er-klar-til-den-store-flytning
4. ↑  https://www.ft.dk/samling/20072/almdel/mpu/spm/485/svar/565249/585273.pdf

|  | Denne artikel om en bygning eller et bygningsværk kan blive bedre, hvis der indsættes et (bedre) billede. Du kan hjælpe ved at afsøge Wikimedia Commons for et passende billede eller lægge et op på Wikimedia Commons med en af de tilladte licenser og indsætte det i artiklen. |

55°20′21″N 8°46′58″Ø / 55.3392°N 8.7828°Ø